# Treinkampement
Het Treinkampement ook bekend als de Mobiele Artillerie in Tjimahi, was tijdens de Japanse bezetting van Nederlands-Indië in de periode van 16 april 1942 tot 12 oktober 1942 een interneringskamp. Het kamp lag direct ten noorden van de  spoorlijn tegenover Baros 5. het kamp bestond uit woningen en een barak en was omheind door prikkeldraad.
Het zogenoemde Treinkampement op Pasir Koemeli te Tjimahi, het onderkomen van de legerafdeling belast met het militair vervoer, was van april tot oktober 1942 krijgsgevangenenkamp en nadien in november en december van dat jaar een eerste kamp voor vrouwen en kinderen uit de omgeving. In de latere periode is het niet meer in gebruik geweest voor verdere burgerinterneringen. Wel zijn er waarschijnlijk enkele woningen in het kampement later in 1943 aangewezen als opvanglocatie voor behoeftige vrouwen en kinderen van inheemse krijgsgevangenen.